# توياما (مدينة)
مدينة توياما (بالإنجليزية: Toyama)‏ هي أحد المدن التابعة لمحافظة توياما. تأسست رسميًا في 1889-04-01. ويقدر عدد سكانها بـ 421116 نسمة حسب تقدير مكتب الإحصاء الياباني لعام 2012. تبلغ مساحة توياما 1241.85 كم2. بكثافة سكانية تبلغ 339 نسمة/كم2.

## المناخ
يظهر الجدول التالي التغييرات المناخية على مدار السنة لتوياما:
| البيانات المناخية لـتوياما                          | البيانات المناخية لـتوياما | البيانات المناخية لـتوياما | البيانات المناخية لـتوياما | البيانات المناخية لـتوياما | البيانات المناخية لـتوياما | البيانات المناخية لـتوياما | البيانات المناخية لـتوياما | البيانات المناخية لـتوياما | البيانات المناخية لـتوياما | البيانات المناخية لـتوياما | البيانات المناخية لـتوياما | البيانات المناخية لـتوياما | البيانات المناخية لـتوياما |
| الشهر                                               | يناير                      | فبراير                     | مارس                       | أبريل                      | مايو                       | يونيو                      | يوليو                      | أغسطس                      | سبتمبر                     | أكتوبر                     | نوفمبر                     | ديسمبر                     | المعدل السنوي              |
| --------------------------------------------------- | -------------------------- | -------------------------- | -------------------------- | -------------------------- | -------------------------- | -------------------------- | -------------------------- | -------------------------- | -------------------------- | -------------------------- | -------------------------- | -------------------------- | -------------------------- |
| الدرجة القصوى °م (°ف)                               | 20.9 (69.6)                | 22.5 (72.5)                | 25.7 (78.3)                | 32.4 (90.3)                | 32.6 (90.7)                | 36.4 (97.5)                | 38.8 (101.8)               | 39.5 (103.1)               | 38.3 (100.9)               | 33.3 (91.9)                | 29.2 (84.6)                | 21.6 (70.9)                | 39.5 (103.1)               |
| متوسط درجة الحرارة الكبرى °م (°ف)                   | 6.0 (42.8)                 | 6.8 (44.2)                 | 10.9 (51.6)                | 17.3 (63.1)                | 21.9 (71.4)                | 25.1 (77.2)                | 29.0 (84.2)                | 30.9 (87.6)                | 26.5 (79.7)                | 21.1 (70.0)                | 15.3 (59.5)                | 9.6 (49.3)                 | 18.4 (65.1)                |
| المتوسط اليومي °م (°ف)                              | 2.7 (36.9)                 | 3.0 (37.4)                 | 6.3 (43.3)                 | 12.1 (53.8)                | 17.0 (62.6)                | 20.9 (69.6)                | 24.9 (76.8)                | 26.6 (79.9)                | 22.3 (72.1)                | 16.4 (61.5)                | 10.8 (51.4)                | 5.7 (42.3)                 | 14.1 (57.4)                |
| متوسط درجة الحرارة الصغرى °م (°ف)                   | −0.1 (31.8)                | −0.3 (31.5)                | 2.2 (36.0)                 | 7.2 (45.0)                 | 12.6 (54.7)                | 17.4 (63.3)                | 21.5 (70.7)                | 22.9 (73.2)                | 18.8 (65.8)                | 12.4 (54.3)                | 6.8 (44.2)                 | 2.4 (36.3)                 | 10.3 (50.5)                |
| أدنى درجة حرارة °م (°ف)                             | −11.9 (10.6)               | −11.1 (12.0)               | −7 (19)                    | −2.2 (28.0)                | 2.3 (36.1)                 | 7.7 (45.9)                 | 13.0 (55.4)                | 14.1 (57.4)                | 8.9 (48.0)                 | 1.9 (35.4)                 | −2 (28)                    | −8.5 (16.7)                | −11.9 (10.6)               |
| الهطول مم (إنش)                                     | 259.5 (10.22)              | 172.1 (6.78)               | 158.5 (6.24)               | 122.2 (4.81)               | 134.2 (5.28)               | 182.6 (7.19)               | 240.4 (9.46)               | 168.3 (6.63)               | 220.2 (8.67)               | 160.7 (6.33)               | 234.4 (9.23)               | 247.0 (9.72)               | 2٬300٫1 (90.56)            |
| متوسط تساقط الثلوج سم (إنش)                         | 159 (63)                   | 125 (49)                   | 36 (14)                    | 1 (0.4)                    | 0 (0)                      | 0 (0)                      | 0 (0)                      | 0 (0)                      | 0 (0)                      | 0 (0)                      | 2 (0.8)                    | 57 (22)                    | 380 (149.2)                |
| متوسط أيام هطول الأمطار (≥ 0.5 mm)                  | 23.7                       | 19.9                       | 18.7                       | 13.1                       | 11.8                       | 12.3                       | 14.7                       | 11.0                       | 13.9                       | 14.4                       | 17.7                       | 22.0                       | 193.2                      |
| متوسط الأيام المثلجة                                | 19.1                       | 16.1                       | 9.1                        | 0.8                        | 0                          | 0                          | 0                          | 0                          | 0                          | 0                          | 1.0                        | 9.7                        | 55.8                       |
| متوسط الرطوبة النسبية (%)                           | 82                         | 79                         | 73                         | 69                         | 72                         | 79                         | 81                         | 77                         | 79                         | 77                         | 77                         | 80                         | 77                         |
| ساعات سطوع الشمس الشهرية                            | 68.1                       | 86.3                       | 131.3                      | 174.9                      | 191.1                      | 150.2                      | 147.1                      | 201.3                      | 133.1                      | 142.7                      | 102.8                      | 75.8                       | 1٬604٫7                    |
| المصدر #1: وكالة الأرصاد الجوية اليابانية           |                            |                            |                            |                            |                            |                            |                            |                            |                            |                            |                            |                            |                            |
| المصدر #2: وكالة الأرصاد الجوية اليابانية (records) |                            |                            |                            |                            |                            |                            |                            |                            |                            |                            |                            |                            |                            |

## توأمة
لتوياما (توياما) اتفاقيات توأمة مع كل من:
- تشنهوانغداو
- درم

## أعلام
- جونيا أوساكي
- ياسوماسا نيشينو
- ميتشيهارو أوتاكيري
- يوكي ناكاجيما
- شيمون غولدبرغ
- كويتشي تاناكا